# Carla Muñoz
Carla Muñoz Montesinos (Concepción, 12 de febrero de 1992) es una jugadora profesional de racquetball chilena. Ha ganado múltiples medallas, incluyendo tres medallas de oro consecutivas en los EE. UU. Racquetball Nacionales Intercollegiate Campeonatos en 2016, 2017 y 2018. En 2014, Muñoz fue galardonada como el mejor Jugador del Año de Raquetball, otorgado por la Asociación de Periodistas chilenos. Juega para el tour de Mujeres Profesionales Racquetball y estuvo en el ranking mundial en octava posición en marzo de 2018, y en junio de 2019 en la posición 21.
En 2016, Muñoz recibió una beca de dos años para asistir a la Universidad Estatal del pueblo de Colorado para acabar su grado en Negocios y Contabilidad, y también para jugar para el programa de racquetball clasificado a nivel nacional. En 2017, Carla representó a CSU Pueblo en el Campeonato Intercolegial Nacional, ganando la medalla de oro en individual, y la medalla de plata en dobles.

## Primeros años
Muñoz nació en Concepción, Chile, es hija de Glenda Montesinos y Fernando Muñoz. Fue criada en la ciudad capital de Santiago junto con dos hermanas y un hermano, y fue la hermana menor. En Santiago, asistió al colegio De La Salle, compitiendo en deportes varios, y estudió la danza de flamenco por 8 años.